# Шалаурова Изба
Шалаурова Изба — мыс на северном побережье Чукотки. Омывается водами Восточно-Сибирского моря.
Назван Ф. П. Врангелем в 1823 году, так как здесь Ф. Матюшкин обнаружил остатки русского зимовья и предположил, что тут находится последнее место стоянки экспедиции Никиты Шалаурова после крушения их корабля.
В советское время на мысе был установлен навигационный световой знак, питание которого осуществлялось от РИТЭГ. В 2003 году было обнаружено, что радиационный фон вблизи установки превышен в несколько десятков раз. В 2012 году неисправный РИТЭГ был вывезен на утилизацию.